# Владика (фільм)
«Владика» («Valdovas») — радянський двосерійний телефільм 1987 року, знятий режисером Бронюсом Моркявічюсом на Литовському телебаченні.

## Сюжет
Фільм поставлено за однойменною драмою В. Міколайтіса-Путінаса. Хоча стародавні племена литовців воювали між собою за владу, вони завжди були вірні головному принципу: немає нічого дорожчого за честь і любов близьких людей.

## У ролях
- Антанас Шурна — Крушна
- Нійоле Ожеліте — Дангуоле
- Рімантас Тересас — Гітіс
- Альгірдас Латенас — Скайдра
- Лариса Калпокайте — Герда
- Вітаутас Румшас — мавр
- Едуардас Кунавічюс — жрець
- Пятрас Степонавічюс — Кірміс
- Далюс Мертінас — Дайнюс
- Валдас Бабаляускас — гонець

## Знімальна група
- Режисер — Бронюс Моркявічюс
- Композитор — Бронісловас-Вайдутіс Кутавічюс
- Художники — Аугіс Кяпяжінскас, Рене Петрулене